# Gaz
Gaz je majhen nenaseljen otoček v skupini Brionskih otokov ob jugozahodni obali Istre severozahodno od Pule (Hrvaška).
Otoček leži okoli 1 km severozahodno od Malega Brijuna. Njegova površina meri 0,063 km², dolžina obalnega pasu je 1,13 km. Najvišji vrh je visok 16 mnm.